# Międzylesie (stacja kolejowa)

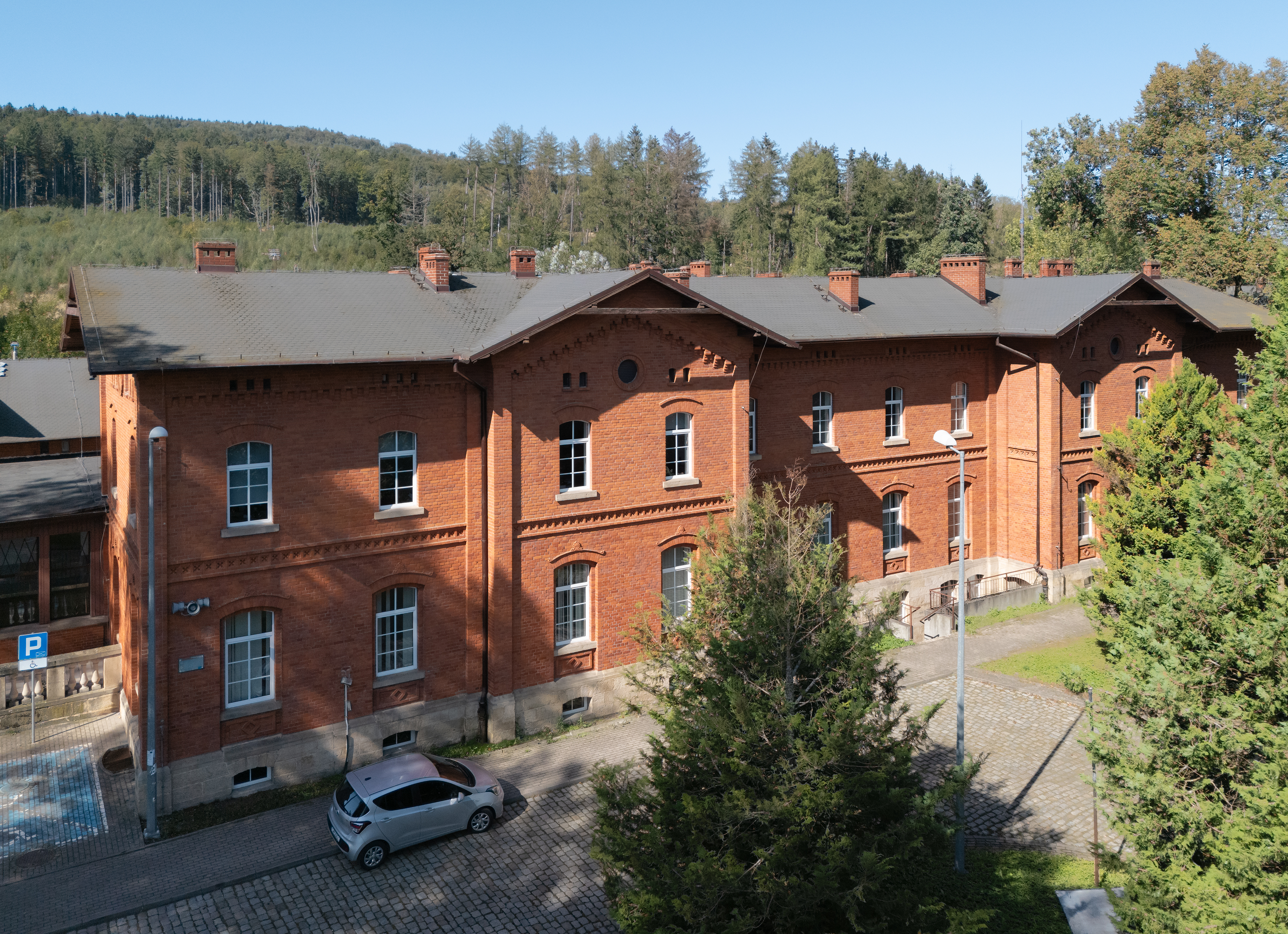
Budynek stacji

Międzylesie – stacja kolejowa w Międzylesiu, w Polsce, w województwie dolnośląskim, w powiecie kłodzkim. Według klasyfikacji PKP ma kategorię dworca lokalnego.

## Ruch pasażerski
| Rok  | Wymiana pasażerska na dobę |
| ---- | -------------------------- |
| 2017 | 300-499                    |
| 2022 | 300-499                    |

## Historia
Stacja kolejowa w Międzylesiu została zbudowana w 1875 r. W tym samym roku uruchomiono linię kolejową z Wrocławia do Lichkova.
W 2004 r. stację gruntownie odnowiono i zmodernizowano.

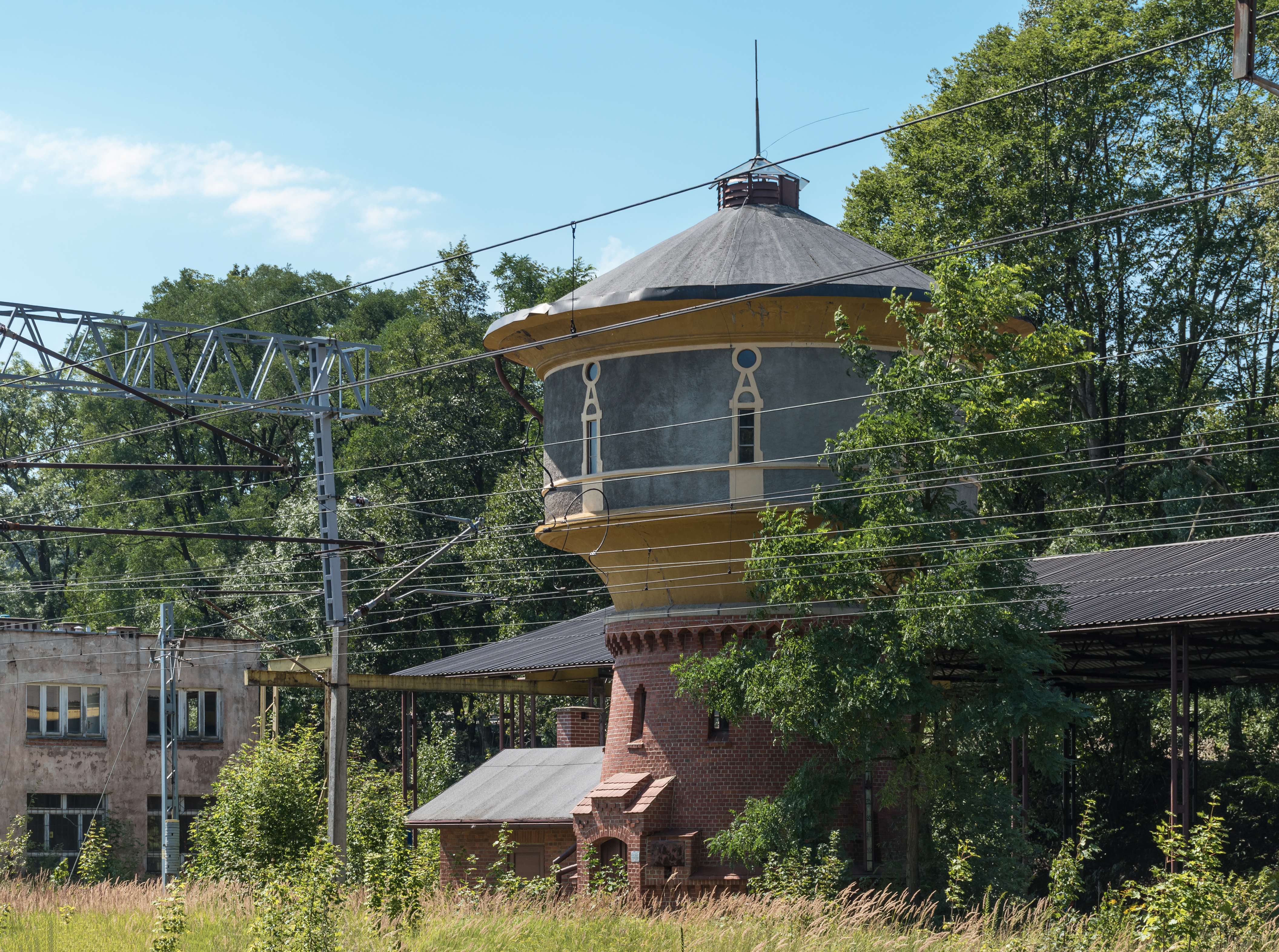
Zabytkowa wieża ciśnień na stacji w Międzylesiu